# Svartstrupig trogon
Svartstrupig trogon (Trogon rufus) är en fågel i familjen trogoner inom ordningen trogonfåglar.

## Utbredning och systematik
Svartstrupig trogon delas in i tre underarter med följande utbredning:
- T. r. rufus – östra Venezuelas anslutning till Guyana och norra Brasilien (Rio Negro-regionen)
- T. r. sulphureus – östra Colombia, östra Ecuador, nordöstra Peru, södra Venezuela och västra Brasilien
- T. r. amazonicus – södra Venezuela och nordöstra Brasilien

Tidigare inkluderades sooretamatrogonen, colombiatrogonen och centralamerikansk trogon i arten. Dessa urskiljs dock sedan 2023 som egna arter av eBird/Clements och IOC.

## Status och hot
Arten har ett stort utbredningsområde, men tros minska i antal, dock inte tillräckligt kraftigt för att den ska betraktas som hotad. Internationella naturvårdsunionen IUCN listar arten som livskraftig (LC). Beståndet uppskattas till i storleksordningen en halv miljon till fem miljoner vuxna individer. Notera dock att IUCN inkluderar även sooretamatrogon, centralamerikansk trogon och colombiatrogon i bedömningen.